# Universitetsdirektör
Universitetsdirektör är en titel som används istället för förvaltningschef vid vissa universitet, bland andra de i Umeå, Uppsala, Lund, Göteborg och Stockholm. Vid högskolorna används ibland motsvarande titeln högskoledirektör.
I uppdraget brukar ingår att ha det övergripande ansvaret för lärosätets verksamhet i administrativt, rättsligt och ekonomiskt avseende, samt att vara chef för universitetsförvaltningen. 